# Mistrzostwa Świata IFSA Strongman 2005
Mistrzostwa Świata IFSA Strongman 2005 – doroczne, indywidualne zawody siłaczy federacji IFSA.

## Kwalifikacje
Finaliści mistrzostw zostali wyłonieni podczas różnych wcześniejszych zawodów, tzn. do finału zakwalifikowali się zawodnicy, którzy zajęli najwyższe lokaty w tych zawodach.

## Finał
Data: 24–25 września 2005

Miejsce: Québec  Kanada
| Miejsce | Zawodnik           | Kraj              | Punkty              |
| ------- | ------------------ | ----------------- | ------------------- |
| 1.      | Žydrūnas Savickas  | Litwa             | 103                 |
| 2.      | Wasyl Wirastiuk    | Ukraina           | 96                  |
| 3.      | Michaił Koklajew   | Rosja             | 93,5                |
| 4.      | Andrus Murumets    | Estonia           | 86                  |
| 5.      | Raimonds Bergmanis | Łotwa             | 84,5                |
| 6.      | Phil Pfister       | Stany Zjednoczone | 82,5                |
| 7.      | Vidas Blekaitis    | Litwa             | 81,5                |
| 8.      | Magnus Samuelsson  | Szwecja           | 69                  |
| 9.      | Robert Szczepański | Polska            | 67 (kontuzjowany)   |
| 10.     | Travis Ortmayer    | Stany Zjednoczone | 64,5                |
| 11.     | Geoff Dolan        | Kanada            | 54,5                |
| 12.     | Karl Gillingham    | Stany Zjednoczone | 43                  |
| 13.     | Mark Felix         | Grenada           | 42,5                |
| 14.     | Igor Piedan        | Rosja             | 42                  |
| 15.     | Tomi Lotta         | Finlandia         | 36,5 (kontuzjowany) |
| 16.     | Svend Karlsen      | Norwegia          | 14 (kontuzjowany)   |

Zwycięzca mistrzostw, Žydrūnas Savickas, otrzymał za zajęcie pierwszego miejsca nagrodę w wysokości 80 000 $.